# Шипов, Николай Константинович
Николай Константинович Шипов (1894 — 27 октября 1938) — полковник РККА, начальник Саратовского бронетанкового училища.

## Биография
Членом ВКП(б) стал в возрасте 17 лет, в 1917 году воевал в Красной гвардии. С 1918 года в рядах РККА, был военным комиссаром Краснознамённой пехотной школы имени Ленина, с 20 декабря 1920 года — помощник начальника по политической части в той же школе. С 27 февраля 1929 года — военный комиссар Артиллерийско-технической школы и курсов усовершенствования.
20 июля 1930 года Шипов был зачислен слушателем подготовительного курса Военно-технической академии имени Ф.Э. Дзержинского, после её окончания 10 августа 1935 года был назначен начальником и военным комиссаром Саратовской Краснознамённой бронетанковой школы, в том же году 26 ноября произведён в полковники. Был отмечен орденом Красного Знамени.
За время работы в училище Шипов организовывал помощь колхозам и совхозам; за помощь Саратовской области поощрялся грамотами и ценными подарками. Также активно занимался учебно-воспитательным процессом: после переименования школы 16 марта 1937 года в Саратовское Краснознамённое бронетанковое училище с 2-годичным сроком обучения оперативно перестраивал учебный процесс, перерабатывал методические материалы, учебные планы и программы.
1 июля 1937 года арестован. Включён в список лиц, подлежащих суду Военной коллегии Верховного Суда СССР 12 сентября 1938 года. 27 октября 1938 года Военной коллегией Верховного суда СССР признан виновным в контрреволюционной деятельности и приговорён к смертной казни. Приговор приведён в исполнение в тот же день в Саратове. После расстрела имя Шипова всячески было удалено из документов об училище, а его изображения вырезаны почти со всех фотографий. Реабилитирован посмертно 5 мая 1956 года за отсутствием состава преступления.